# جيم إيكن
جيم إيكن (بالإنجليزية: Jim Aiken) هو لاعب كرة قدم أمريكية أمريكي، ولد في 26 مايو 1899 في ويلينغ في الولايات المتحدة، وتوفي في 31 أكتوبر 1961.

## وصلات خارجية
- جيم إيكن على موقع كلية كرة السلة في سبورتس رفرنس.كوم (الإنجليزية)